# 阿道夫·佩古德
阿道夫·塞勒斯汀·佩古德（法語：Adolphe Célestin Pégoud）是法国的飞行员和飞行教官，同時也是世界第一位王牌飛行員。他在成为首个击落5架敵機的飞行员后，法国报纸欢欣鼓舞的把他也称作“王牌”（Aces，法语：l'as）。